# Prè

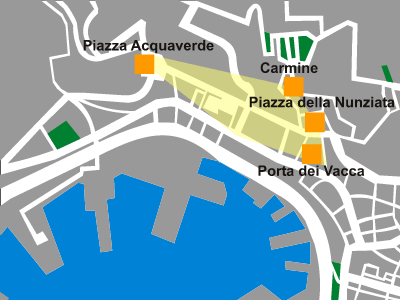
Karte des Sestiere Prè

Prè ist ein Wohnviertel der norditalienischen Hafenstadt Genua. Unter administrativem Gesichtspunkt ist Prè eines der antiken Stadtsechstel des historischen Stadtzentrums und gehört heute zum Munizip I – Centro–Est. Der Stadtteil grenzt im Westen an das Viertel Maddalena, im Süden an San Teodoro und im Norden an San Vincenzo. Die Einwohnerzahl von Prè betrug im Jahr 2010 7895 Personen.
Das ehemals durch Prostitution und Schmuggel gekennzeichnete Viertel ist heute vielleicht der bekannteste Bereich des historischen Stadtzentrums von Genua und wird seit den 1990er Jahren stark restauriert und instand gesetzt.